# Kościół św. Stanisława Biskupa w Radziemicach
Kościół pw. św. Stanisława Biskupa w Radziemicach – polski rzymskokatolicki kościół parafialny znajdujący się w miejscowości Radziemice (gmina Radziemice, powiat proszowicki, województwo małopolskie).

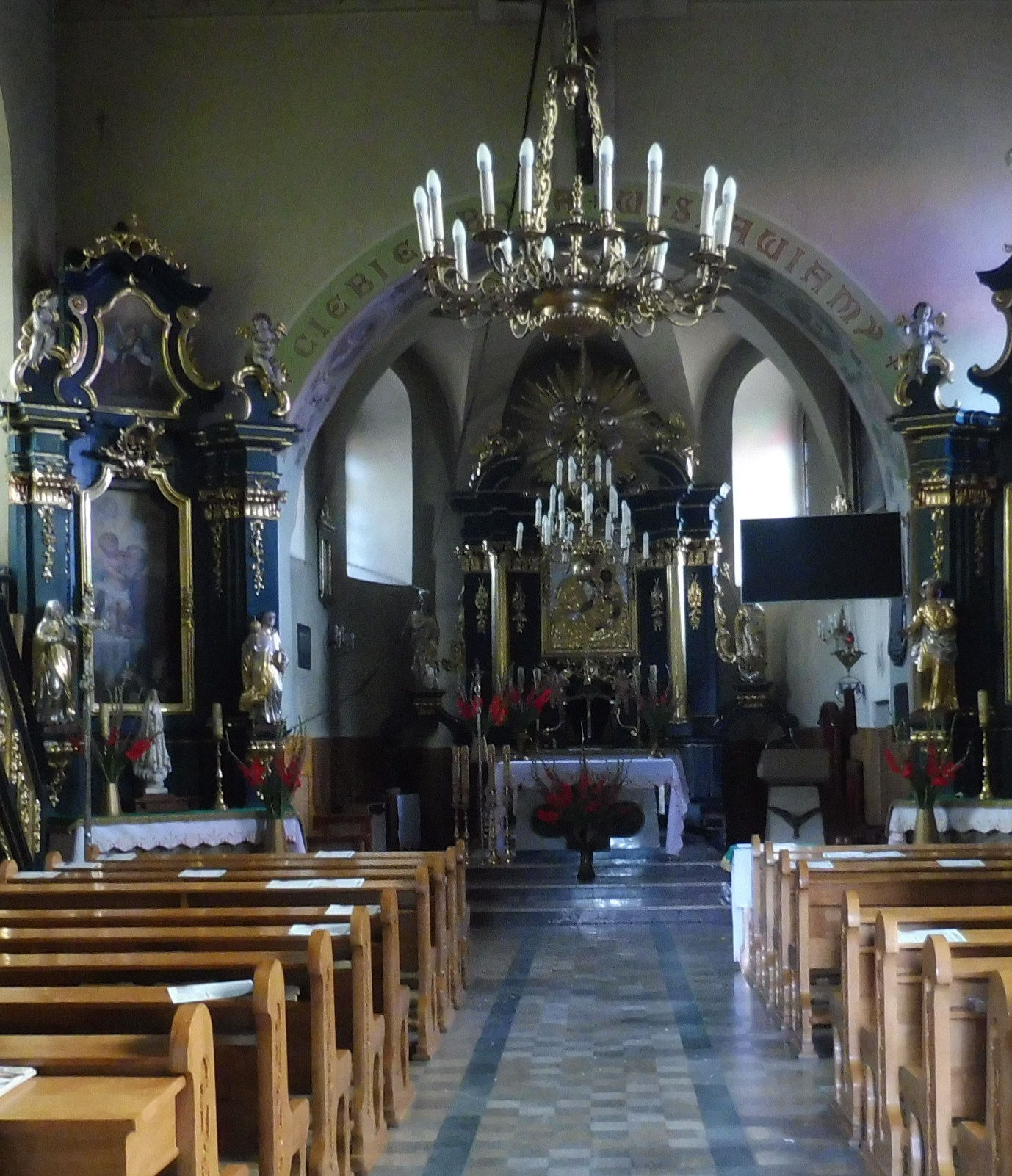
Krucyfiks na zewnętrznej ścianie prezbiterium

## Parafia
Parafia należy do dekanatu słomnicki, diecezji kieleckiej, metropolii krakowskiej.

## Historia
W połowie XV wieku był tu kościół drewniany. Obecny kościół murowany wybudowany został w I poł. XVII, konsekrowany 27 czerwca 1662 roku przez biskupa Mikołaja Oborskiego, sufragana krakowskiego. Kościół jest świątynią murowaną, orientowaną, jednonawową, o bardzo skromnych cechach stylowych baroku. Wnętrze kościoła w stylu barokowym, ołtarz główny z początku XVIII wieku, dwa ołtarze boczne z II połowy XVIII wieku. Najstarszym zachowanym elementem wyposażenia kościoła jest chrzcielnica kamienna, gotycka, pochodzi z pierwszej połowy XV wieku, jeszcze z kościoła drewnianego.